# Efficacité des méthodes contraceptives
L'efficacité des méthodes contraceptives désigne la performance des moyens utilisés en vue d'une contraception. Elle se mesure par l'indice de Pearl, qui donne le nombre de grossesses pour 100 femmes par année d'utilisation.

## Méthodologie
On distingue habituellement une efficacité théorique, consécutive à l'usage correct de la méthode, et une efficacité pratique, calculée sur l'ensemble de l'échantillon, y compris les couples n'ayant pas respecté la méthode (oubli de prise de la pilule, usage incorrect du préservatif, etc.). L'efficacité pratique varie en fonction des caractéristiques de l'échantillon observé. L'indice de Pearl minore la perception des risques de grossesse la première année d'utilisation d'une méthode, risque qui est généralement plus élevé que lors des années ultérieures et il est quelquefois remplacé par des calculs se basant sur les premiers mois d'utilisation.

## Efficacité des méthodes
Le tableau ci-dessous indique les statistiques fournies par l'Organisation mondiale de la santé dans le document intitulé Critères de recevabilité pour l'adoption et l'utilisation continue de méthodes contraceptives basées sur une étude réalisée aux États-Unis, ainsi que les statistiques françaises, quand elles existent, fournies par la Haute autorité de santé dans le document État des lieux des pratiques contraceptives et des freins à l’accès et au choix d’une contraception adaptée. Les données correspondent au pourcentage de femmes concernées par une grossesse non intentionnelle durant la première année d’utilisation.
| Méthode                                       | Échec avec utilisation correcte (États-Unis)                    | Échec en emploi typique (États-Unis)                                                             | Échec en emploi typique (France)                                                                 | Administration                                     | Fréquence des prises ou de l'usage       |
| --------------------------------------------- | --------------------------------------------------------------- | ------------------------------------------------------------------------------------------------ | ------------------------------------------------------------------------------------------------ | -------------------------------------------------- | ---------------------------------------- |
| Aucune méthode                                | 85 %                                                            | 85 %                                                                                             |                                                                                                  | N/A                                                | N/A                                      |
| Pilule                                        | 0,3 %                                                           | 8 %                                                                                              | 2,4 %                                                                                            | Médication orale                                   | Tous les jours                           |
| DIU au cuivre                                 | 0,6 %                                                           | 0,8 %                                                                                            | 1,1 %                                                                                            | Intra-utérin                                       | 3 à 12 ans                               |
| DIU hormonal                                  | 0,2 %                                                           | 0,2 %                                                                                            | 1,1 %                                                                                            | Intra-utérin                                       | 5 à 7 ans                                |
| Préservatif masculin                          | 2 %                                                             | 15 %                                                                                             | 3,3 %                                                                                            | Sur le pénis                                       | À chaque rapport sexuel                  |
| Contraception masculine thermique             | N/C                                                             | N/C                                                                                              | 0,5 %                                                                                            | Maintien des testicules en position supra-scrotale | Tous les jours, 15h/24h                  |
| Retrait                                       | 4 %                                                             | 27 %                                                                                             | 10 %                                                                                             | Retrait                                            | À chaque rapport sexuel                  |
| Préservatif féminin                           | 5 %                                                             | 21 %                                                                                             |                                                                                                  | Insertion vaginale                                 | À chaque rapport sexuel                  |
| Anneau vaginal                                | 0,3 %                                                           | 8 %                                                                                              |                                                                                                  | Insertion vaginale                                 | En place 3 semaines / 1 semaine de repos |
| Timbre contraceptif                           | 0,3 %                                                           | 8 %                                                                                              |                                                                                                  | Application dermique                               | 1 fois par semaine                       |
| Diaphragme                                    | 6 %                                                             | 16 %                                                                                             |                                                                                                  | Insertion vaginale                                 | À chaque rapport sexuel                  |
| Cape cervicale                                | 9 % pour les nullipares / 26 % ayant un enfant[réf. nécessaire] | 16 % / 32 %[réf. nécessaire] (nullipare / ayant un enfant)                                       |                                                                                                  | Insertion vaginale                                 | À chaque rapport sexuel                  |
| Éponge                                        | 9 % / 20 % (nullipare / ayant un enfant)                        | 16 % / 32 % (nullipare / ayant un enfant)                                                        | 22 %                                                                                             | Insertion vaginale                                 | À chaque rapport sexuel                  |
| Spermicides                                   | 18 %                                                            | 29 %                                                                                             | 22 %                                                                                             | Insertion vaginale                                 | À chaque rapport sexuel                  |
| Contraceptif injectable combiné               | 0,3 %                                                           | 3 %                                                                                              |                                                                                                  | Injection                                          | 7 à 12 semaines                          |
| Stérilisation masculine (vasectomie)          | 0,1 %                                                           | 0,15 %                                                                                           |                                                                                                  | Chirurgie                                          | Définitif                                |
| Stérilisation féminine (ligature des trompes) | 0,5 %                                                           | 0,5 %                                                                                            |                                                                                                  | Chirurgie                                          | Définitif                                |
| Méthode des jours fixes                       | 5 %                                                             | 25 % (pas de distinction entre différentes méthodes pour l'emploi typique dans l'étude de l'OMS) | 8 % (pas de distinction entre différentes méthodes pour l'emploi typique dans l'étude de la HAS) | Calcul sur calendriers                             | Tous les jours                           |
| Méthode des températures                      | 3 %                                                             | 25 % (pas de distinction entre différentes méthodes pour l'emploi typique dans l'étude de l'OMS) | 8 % (pas de distinction entre différentes méthodes pour l'emploi typique dans l'étude de la HAS) | Calcul sur les températures                        | Tous les jours                           |
| Méthode symptothermique                       | 0,4 %                                                           | 25 % (pas de distinction entre différentes méthodes pour l'emploi typique dans l'étude de l'OMS) | 8 % (pas de distinction entre différentes méthodes pour l'emploi typique dans l'étude de la HAS) | Observations et calculs                            | Tous les jours                           |

Le dispositif intra-utérin et l'implant contraceptif sont les deux méthodes contraceptives réversibles les plus efficaces. Selon la même source, 85 % des femmes qui n'utilisent aucun moyen de contrôle des naissances ont une grossesse dans l'année.
Ni le document de la HAS, ni celui de l'OMS ne faisant de distinction entre différentes méthodes de planification familiale naturelle en usage typique, le tableau suivant présente des études scientifiques sur l'efficacité de ces méthodes :
|                         | Échec avec utilisation correcte | Échec en emploi typique | Administration          | Fréquence                                | Étude  |
| ----------------------- | ------------------------------- | ----------------------- | ----------------------- | ---------------------------------------- | ------ |
| Méthode Billings        | 1,1 %                           | 10,5 %                  | Observations            | Tous les jours en période pré ovulatoire | [ 5 ]  |
|                         | 0 %                             | 0,5 %                   | Observations            | Tous les jours en période pré ovulatoire | [ 6 ]  |
| Méthode symptothermique | 0,43 %                          | 1,8 % / 1,62 %          | Observations et calculs | Tous les jours en période pré ovulatoire | [ 7 ]  |
| Fertilitycare           | 0,5 %                           | 3,2 %                   | Observations            | Tous les jours en période pré ovulatoire | [ 8 ]  |
|                         | 1,2 %                           | 2 %                     | Observations            | Tous les jours en période pré ovulatoire | [ 9 ]  |
|                         | 0,14 %                          | Non renseigné           | Observations            | Tous les jours en période pré ovulatoire | [ 10 ] |
| Méthode Marquette       | 2,1 %                           | 14,2 %                  | Lecteur électronique    | Tous les jours en période pré ovulatoire | [ 11 ] |

## Critique des données
Les pourcentages d'efficacité des méthodes peuvent varier en fonction des études et des ensembles de personnes testées. Une étude de 2015 trouvant un taux d'échec de 0,52 % pour le DIU au cuivre. « Les résultats  [de cette étude] ne sont pas forcément applicables à la France: les femmes suivies avaient en moyenne 33 ans (24% d’entre elles avaient plus de 40 ans) et seules 12% d’entre elles étaient nullipares. » Une autre étude atteste de chiffres allant jusqu'à 0.8%. Les statistiques des DIU s'appuient principalement sur des études anciennes ne prenant pas en compte les évolutions d'usages de ceux-ci.